# Праща

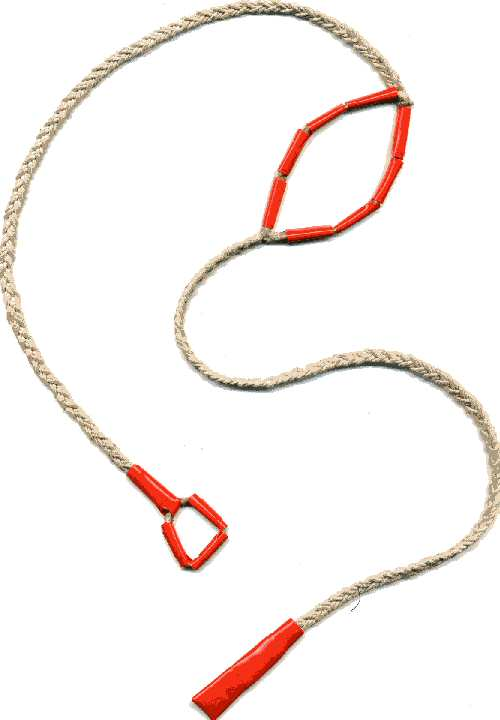
Праща

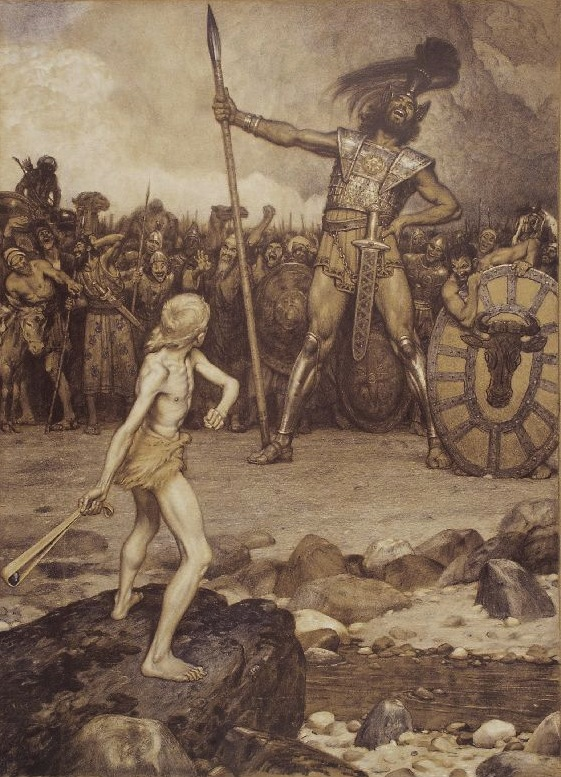
Осмар Шиндлер «Давид і Голіаф» (1888)

Пра́ща (прасл. *porktja) — зброя для метання каміння, металевих куль й іншого, відома народам на всіх континентах із глибокої старовини.
Слово праща за походженням є церковнослов'янізмом (староцерк.-слов. прашта) і виводиться від прасл. *pьrati («бити»).
Праща - це мотузок або ремінь з розширеною середньою частиною, один кінець якого згорнутий в петлю, в яку протягується кисть пращника. У розширену центральну частину пращі вкладається снаряд (камінь, металева кулька). Вільний кінець пращник притримує тією ж рукою, на яку одягнена петля. Для метання снаряда пращник обертає пращу з снарядом над головою, поступово підсилюючи кругові рухи, і у момент найсильнішого маху випускає вільний кінець пращі, вивільнюючи снаряд для польоту в ціль.

## Історія
Камінь для метання підбирався порівняно круглий, вагою 200—400 грамів, — кулі саме такої ваги можна було надати максимальну кінетичну енергію. Дальність метання обмежувалася приблизно 90 метрами, його точність залишала бажати кращого.
Праща була поширеною зброєю античної легкої піхоти — грецьких пелтастів, римських велітів.